# Martin Assomo
Martin Loïc Ako Assomo (Ebolowa, 21 dicembre 1999) è un calciatore camerunese, centrocampista dell'APEJES Academy e della nazionale camerunese.

## Caratteristiche tecniche
È un esterno sinistro.

## Carriera

### Club
Cresciuto nel Fortuna Mfou, il 22 marzo 2021 approda in Europa firmando con i lettoni del Riga FC.

### Nazionale
Ad inizio 2021 viene convocato dalla nazionale camerunese per prendere parte al Campionato delle Nazioni Africane 2020; debutta il 16 gennaio nel match vinto 1-0 contro lo Zimbabwe

## Statistiche
Statistiche aggiornate al 30 marzo 2021.

### Cronologia presenze e reti in nazionale
| Cronologia completa delle presenze e delle reti in nazionale ― Camerun | Cronologia completa delle presenze e delle reti in nazionale ― Camerun | Cronologia completa delle presenze e delle reti in nazionale ― Camerun | Cronologia completa delle presenze e delle reti in nazionale ― Camerun | Cronologia completa delle presenze e delle reti in nazionale ― Camerun | Cronologia completa delle presenze e delle reti in nazionale ― Camerun | Cronologia completa delle presenze e delle reti in nazionale ― Camerun | Cronologia completa delle presenze e delle reti in nazionale ― Camerun |
| Data                                                                   | Città                                                                  | In casa                                                                | Risultato                                                              | Ospiti                                                                 | Competizione                                                           | Reti                                                                   | Note                                                                   |
| ---------------------------------------------------------------------- | ---------------------------------------------------------------------- | ---------------------------------------------------------------------- | ---------------------------------------------------------------------- | ---------------------------------------------------------------------- | ---------------------------------------------------------------------- | ---------------------------------------------------------------------- | ---------------------------------------------------------------------- |
| 16-1-2021                                                              | Yaoundé                                                                | Camerun                                                                | 1 – 0                                                                  | Zimbabwe                                                               | Campionato delle Nazioni Africane 2020 - 1º turno                      | -                                                                      |                                                                        |
| 20-1-2021                                                              | Yaoundé                                                                | Camerun                                                                | 1 – 1                                                                  | Mali                                                                   | Campionato delle Nazioni Africane 2020 - 1º turno                      | -                                                                      | 64’                                                                    |
| 24-1-2021                                                              | Yaoundé                                                                | Burkina Faso                                                           | 0 – 0                                                                  | Camerun                                                                | Campionato delle Nazioni Africane 2020 - 1º turno                      | -                                                                      |                                                                        |
| 30-1-2021                                                              | Douala                                                                 | RD del Congo                                                           | 1 – 2                                                                  | Camerun                                                                | Campionato delle Nazioni Africane 2020 - Quarti di finale              | -                                                                      | 67’                                                                    |
| 3-2-2021                                                               | Limbé                                                                  | Marocco                                                                | 4 – 0                                                                  | Camerun                                                                | Campionato delle Nazioni Africane 2020 - Semifinale                    | -                                                                      |                                                                        |
| 6-2-2021                                                               | Douala                                                                 | Guinea                                                                 | 2 – 0                                                                  | Camerun                                                                | Campionato delle Nazioni Africane 2020 - Finale 3º posto               | -                                                                      |                                                                        |
| 26-3-2021                                                              | Praia                                                                  | Capo Verde                                                             | 3 – 1                                                                  | Camerun                                                                | Qual. Coppa d'Africa 2021                                              | -                                                                      | 85’                                                                    |
| 8-6-2021                                                               | Wiener Neustadt                                                        | Camerun                                                                | 0 – 0                                                                  | Nigeria                                                                | Amichevole                                                             | -                                                                      | 81’                                                                    |
| Totale                                                                 |                                                                        | Presenze                                                               | 8                                                                      |                                                                        | Reti                                                                   | 0                                                                      |                                                                        |